# Associazione Sportiva Taranto 1984-1985
Questa voce raccoglie le informazioni riguardanti l'Associazione Sportiva Taranto nelle competizioni ufficiali della stagione 1984-1985.

## Divise e sponsor

La squadra in campo con la seconda divisa bianca

Lo sponsor tecnico per la stagione 1984-1985 fu NR, mentre lo sponsor ufficiale Borsci.
| Casa | Trasferta | Alternativa |

## Rosa
| N. |                   | Ruolo | Calciatore         |
| -- | ----------------- | ----- | ------------------ |
|    | Italia (bandiera) | A     | Dino Bertazzon     |
|    | Italia (bandiera) | C     | Guido Biondi       |
|    | Italia (bandiera) | C     | Luigi Bizzotto     |
|    | Italia (bandiera) | D     | Roberto Bordin     |
|    | Italia (bandiera) | P     | Enrico Cavalieri   |
|    | Italia (bandiera) | A     | Vito Chimenti      |
|    | Italia (bandiera) | A     | Vincenzo Corrente  |
|    | Italia (bandiera) | A     | Umberto Formoso    |
|    | Italia (bandiera) | D     | Angelo Frappampina |
|    | Italia (bandiera) | C     | Federico Frigerio  |
|    | Italia (bandiera) | D     | Luca Meazza        |
|    | Italia (bandiera) | P     | Alfredo Cimino     |

| N. |                   | Ruolo | Calciatore         |
| -- | ----------------- | ----- | ------------------ |
|    | Italia (bandiera) | P     | Fabrizio Paese     |
|    | Italia (bandiera) | D     | Carmelo Parpiglia  |
|    | Italia (bandiera) | D     | Massimo Piscedda   |
|    | Italia (bandiera) | D     | Maurizio Poli      |
|    | Italia (bandiera) | C     | Cosimo Presicci    |
|    | Italia (bandiera) | C     | Rocco Buonfrate    |
|    | Italia (bandiera) | D     | Francesco Scoppa   |
|    | Italia (bandiera) | C     | Giovanni Sgarbossa |
|    | Italia (bandiera) | D     | Giuseppe Tortorici |
|    | Italia (bandiera) | A     | Pasquale Traini    |
|    | Italia (bandiera) | D     | Walter Vio         |

## Risultati

### Serie B

#### Girone di andata
| 16 settembre 1984 1ª giornata | Taranto | 1 – 0 | Campobasso |  |

| 23 settembre 1984 2ª giornata | Genoa | 3 – 0 | Taranto |  |

| 30 settembre 1984 3ª giornata | Taranto | 2 – 1 | Parma |  |

| 7 ottobre 1984 4ª giornata | Cagliari | 0 – 2 | Taranto |  |

| 14 ottobre 1984 5ª giornata | Taranto | 1 – 1 | Lecce |  |

| 21 ottobre 1984 6ª giornata | Arezzo | 2 – 1 | Taranto |  |

| 28 ottobre 1984 7ª giornata | Taranto | 0 – 0 | Pescara |  |

| 4 novembre 1984 8ª giornata | Monza | 2 – 0 | Taranto |  |

| 11 novembre 1984 9ª giornata | Taranto | 0 – 1 | Perugia |  |

| 18 novembre 1984 10ª giornata | Pisa | 2 – 1 | Taranto |  |

| 25 novembre 1984 11ª giornata | Taranto | 0 – 0 | Bari |  |

| 2 dicembre 1984 12ª giornata | Triestina | 0 – 1 | Taranto |  |

| 9 dicembre 1984 13ª giornata | Cesena | 4 – 2 | Taranto |  |

| 16 dicembre 1984 14ª giornata | Taranto | 0 – 0 | Catania |  |

| 23 dicembre 1984 15ª giornata | Bologna | 2 – 0 | Taranto |  |

| 6 gennaio 1985 16ª giornata | Taranto | 1 – 1 | Varese |  |

| 13 gennaio 1985 17ª giornata | Empoli | 0 – 0 | Taranto |  |

| 20 gennaio 1985 18ª giornata | Taranto | 0 – 0 | Sambenedettese |  |

| 27 gennaio 1985 19ª giornata | Padova | 3 – 0 | Taranto |  |

#### Girone di ritorno
| 3 febbraio 1985 20ª giornata | Campobasso | 2 – 1 | Taranto |  |

| 17 febbraio 1985 21ª giornata | Taranto | 0 – 2 | Genoa |  |

| 24 febbraio 1985 22ª giornata | Parma | 2 – 1 | Taranto |  |

| 3 marzo 1985 23ª giornata | Taranto | 1 – 0 | Cagliari |  |

| 10 marzo 1985 24ª giornata | Lecce | 1 – 0 | Taranto |  |

| 17 marzo 1985 25ª giornata | Taranto | 1 – 1 | Arezzo |  |

| 24 marzo 1985 26ª giornata | Pescara | 2 – 0 | Taranto |  |

| 31 marzo 1985 27ª giornata | Taranto | 1 – 0 | Monza |  |

| 6 aprile 1985 28ª giornata | Perugia | 3 – 1 | Taranto |  |

| 14 aprile 1985 29ª giornata | Taranto | 1 – 2 | Pisa |  |

| 21 aprile 1985 30ª giornata | Bari | 1 – 0 | Taranto |  |

| 28 aprile 1985 31ª giornata | Taranto | 0 – 1 | Triestina |  |

| 5 maggio 1985 32ª giornata | Taranto | 0 – 1 | Cesena |  |

| 12 maggio 1985 33ª giornata | Catania | 3 – 3 | Taranto |  |

| 19 maggio 1985 34ª giornata | Taranto | 0 – 0 | Bologna |  |

| 26 maggio 1985 35ª giornata | Varese | 3 – 0 | Taranto |  |

| 2 giugno 1985 36ª giornata | Taranto | 1 – 1 | Empoli |  |

| 9 giugno 1985 37ª giornata | Sambenedettese | 2 – 1 | Taranto |  |

| 16 giugno 1985 38ª giornata | Taranto | 1 – 2 | Padova |  |

## Statistiche

### Statistiche di squadra
| Competizione | Punti | In casa | In casa | In casa | In casa | In casa | In casa | In trasferta | In trasferta | In trasferta | In trasferta | In trasferta | In trasferta | Totale | Totale | Totale | Totale | Totale | Totale | DR  |
| Competizione | Punti | G       | V       | N       | P       | Gf      | Gs      | G            | V            | N            | P            | Gf           | Gs           | G      | V      | N      | P      | Gf     | Gs     | DR  |
| ------------ | ----- | ------- | ------- | ------- | ------- | ------- | ------- | ------------ | ------------ | ------------ | ------------ | ------------ | ------------ | ------ | ------ | ------ | ------ | ------ | ------ | --- |
| Serie B      | 23    | 19      | 4       | 9       | 6       | 11      | 14      | 19           | 2            | 2            | 15           | 14           | 37           | 38     | 6      | 11     | 21     | 25     | 51     | -26 |
| Coppa Italia | 4     | 3       | 1       | 1       | 1       | 4       | 4       | 2            | 0            | 1            | 1            | 1            | 2            | 5      | 1      | 2      | 2      | 5      | 6      | -1  |
| Totale       |       | 22      | 5       | 10      | 7       | 15      | 18      | 21           | 2            | 3            | 16           | 15           | 39           | 43     | 7      | 13     | 23     | 30     | 57     | -27 |

### Statistiche dei giocatori
| Giocatore      | Serie B  | Serie B | Serie B     | Serie B    | Coppa Italia | Coppa Italia | Coppa Italia | Coppa Italia | Totale   | Totale | Totale      | Totale     |
| Giocatore      | Presenze | Reti    | Ammonizioni | Espulsioni | Presenze     | Reti         | Ammonizioni  | Espulsioni   | Presenze | Reti   | Ammonizioni | Espulsioni |
| -------------- | -------- | ------- | ----------- | ---------- | ------------ | ------------ | ------------ | ------------ | -------- | ------ | ----------- | ---------- |
| D. Bertazzon   | 17       | 0       | ?           | ?          | ?            | ?            | ?            | ?            | 17+      | 0+     | ?           | ?          |
| G. Biondi      | 28       | 3       | ?           | ?          | ?            | ?            | ?            | ?            | 28+      | 3+     | ?           | ?          |
| L. Bizzotto    | 15       | 0       | ?           | ?          | ?            | ?            | ?            | ?            | 15+      | 0+     | ?           | ?          |
| R. Bordin      | 33       | 1       | ?           | ?          | ?            | ?            | ?            | ?            | 33+      | 1+     | ?           | ?          |
| E. Cavalieri   | 8        | -12     | ?           | ?          | ?            | ?            | ?            | ?            | 8+       | -12+   | ?           | ?          |
| V. Chimenti    | 20       | 1       | ?           | ?          | ?            | ?            | ?            | ?            | 20+      | 1+     | ?           | ?          |
| V. Corrente    | 4        | 0       | ?           | ?          | ?            | ?            | ?            | ?            | 4+       | 0+     | ?           | ?          |
| U. Formoso     | 21       | 2       | ?           | ?          | ?            | ?            | ?            | ?            | 21+      | 2+     | ?           | ?          |
| A. Frappampina | 28       | 1       | ?           | ?          | ?            | ?            | ?            | ?            | 28+      | 1+     | ?           | ?          |
| F. Frigerio    | 34       | 0       | ?           | ?          | ?            | ?            | ?            | ?            | 34+      | 0+     | ?           | ?          |
| L. Meazza      | 14       | 0       | ?           | ?          | ?            | ?            | ?            | ?            | 14+      | 0+     | ?           | ?          |
| F. Paese       | 30       | -39     | ?           | ?          | ?            | ?            | ?            | ?            | 30+      | -39+   | ?           | ?          |
| C. Parpiglia   | 36       | 2       | ?           | ?          | ?            | ?            | ?            | ?            | 36+      | 2+     | ?           | ?          |
| M. Piscedda    | 31       | 0       | ?           | ?          | ?            | ?            | ?            | ?            | 31+      | 0+     | ?           | ?          |
| M. Poli        | 14       | 3       | ?           | ?          | ?            | ?            | ?            | ?            | 14+      | 3+     | ?           | ?          |
| C. Presicci    | 12       | 2       | ?           | ?          | ?            | ?            | ?            | ?            | 12+      | 2+     | ?           | ?          |
| R. Redi        | 2        | 0       | ?           | ?          | ?            | ?            | ?            | ?            | 2+       | 0+     | ?           | ?          |
| F. Scoppa      | 27       | 0       | ?           | ?          | ?            | ?            | ?            | ?            | 27+      | 0+     | ?           | ?          |
| G. Sgarbossa   | 38       | 1       | ?           | ?          | ?            | ?            | ?            | ?            | 38+      | 1+     | ?           | ?          |
| G. Tortorici   | 20       | 0       | ?           | ?          | ?            | ?            | ?            | ?            | 20+      | 0+     | ?           | ?          |
| P. Traini      | 36       | 9       | ?           | ?          | ?            | ?            | ?            | ?            | 36+      | 9+     | ?           | ?          |
| W. Vio         | 11       | 0       | ?           | ?          | ?            | ?            | ?            | ?            | 11+      | 0+     | ?           | ?          |